# Utricularia oliveriana
Utricularia oliveriana este o specie de plante carnivore din genul Utricularia, familia Lentibulariaceae, ordinul Lamiales, descrisă de Julian Alfred Steyermark. Conform Catalogue of Life specia Utricularia oliveriana nu are subspecii cunoscute.